# David Davies (průmyslník)
David Davies (18. prosince 1818 – 20. července 1890) byl velšský průmyslník a politik. Narodil se ve vesnici Llandinam jako nejstarší z devíti dětí Davida a Elizabeth Daviesových. Jeho prvním dílem byla výstavba mostu přes řeku Severn v jeho rodné vesnici. Později byl zodpovědný za výstavby několika silnic, dalších mostů, železničních tras, přístavů i uhelných dolů. V letech 1874 až 1886 zasedal v Dolní sněmovně Spojeného království. Občas byl označován jménem David Davies Llandinam, podle své rodné vsi. V roce 1951 se oženil s Margaret Jones, se kterou měl syna Edwarda.

## Víra
Davies byl vychovaný kalvinistický metodista, byl abstinent a důsledně dodržoval nedělní bohoslužby. Stal se vlivnou osobností kalvinistického metodismu, který měl jen v Cardiganshire přes 13 000 členů a financoval stavbu mnoha kaplí.[zdroj?]